# Esclavage au Canada
Vous pouvez aider à l'améliorer ou bien discuter des problèmes sur sa page de discussion.
- Il a besoin d'un nouveau plan. (Marqué depuis mars 2022)
- Il se répète inutilement. (Marqué depuis mars 2022)

L'esclavage au Canada comprend à la fois celui pratiqué par les Premières Nations depuis des temps immémoriaux et celui qui s'est pratiqué après l'arrivée des premiers européens, et ce pendant plusieurs siècles. Il constitue alors l’un des fers de lance du commerce triangulaire transatlantique.

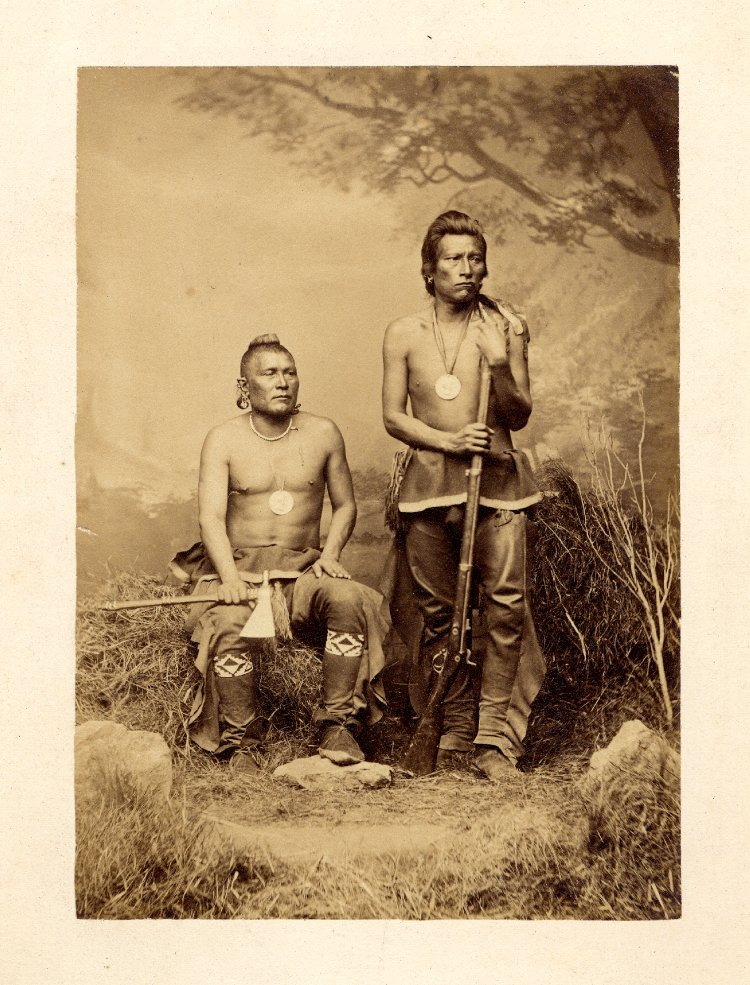
Deux esclaves sur trois,, ayant vécu dans l'actuel Canada français étaient des Autochtones, et ces Autochtones étaient eux-mêmes très souvent Pawnees.

Alors que la Grande-Bretagne n'a pas interdit l'institution de l'esclavage au Canada actuel (et dans le reste des colonies britanniques) jusqu'en 1833, la pratique de l'esclavage au Canada a pris fin par la jurisprudence ; et il s'est éteint au début du 19e siècle à la suite d'actions en justice intentées au nom d'esclaves demandant la manumission (la Grande-Bretagne a été le premier pays au monde à abolir la traite négrière internationale en 1807. La traite internationale des esclaves a également été abolie aux États-Unis en 1807, mais n'est entrée en vigueur qu'en 1808 en vertu de l'article premier, section 9 de la Constitution des États-Unis). Les tribunaux ont rendu l'esclavage inapplicable tant au Bas-Canada qu'en Nouvelle-Écosse. Dans le Bas-Canada, par exemple, après des décisions juridiques de la fin des années 1790, « l'esclave ne peut pas être contraint de servir plus longtemps qu'il ne le veut... pourrait quitter son maître à sa guise ». Un nombre important de Noirs (libres et esclaves) sont venus au Canada en provenance des États-Unis après la révolution américaine et après la Guerre de 1812.
Certains esclaves étaient d'origine africaine, mais beaucoup étaient autochtones. En Nouvelle-France, les esclaves étaient généralement appelés panis, nom dérivé de la nation Pawnee. L'esclavage dans ce qui est maintenant le Canada était pratiqué par des groupes autochtones et des colons européens.
Des personnes d'ascendance africaine ont été amenées de force en tant qu'esclaves dans les colonies Européennes d'Amérique au cours du XVIIe siècle. Ceux du Canada provenaient généralement d'autres colonies, car aucune cargaison de biens humains n'a été envoyée au Canada directement par l'Afrique. Le nombre d'esclaves en Nouvelle-France aurait été de plusieurs centaines. Ils étaient surtout des domestiques et des ouvriers agricoles. Il n'y avait pas de grandes plantations au Canada, et donc l'économie de la colonie ne dépendait pas de l'esclavage comme c'était le cas dans la plupart des colonies européennes en Amérique (comme en Virginie, aux Antilles ou au Brésil).
Étant donné que le rôle du Canada au début dans la traite transatlantique des esclaves était mineur, l'histoire de l'esclavage au Canada est souvent éclipsée par l'esclavage plus tumultueux pratiqué ailleurs dans les Amériques, en particulier dans le sud des États-Unis et dans les Caraïbes coloniales. Aujourd'hui, certains Noirs canadiens et Canadiens s'identifiant comme Blancs sont des descendants de ces esclaves noirs. Les descendants des esclaves noirs qui ont vécu en Nouvelle-France et au Bas-Canada sont exclusivement des personnes qui s'identifient comme blanches ou qui en ont l'apparence.

## Esclavage entre autochtones
Les Premières Nations possédaient ou faisaient déjà du commerce d'esclaves, une institution qui avait existé depuis des siècles ou plus parmi certains groupes. Shawnee, Potawatomi et d'autres tribus occidentales ont importé des esclaves de l'Ohio et du Kentucky et les ont vendus ou offerts en cadeau à des alliés et à des colons canadiens. Thayendenaga (le chef Joseph Brant) a utilisé des Noirs qu'il avait capturés pendant la révolution américaine pour construire la Brant House à Burlington Beach et une résidence secondaire près de Brantford. Au total, Brant possédait une quarantaine d'esclaves noirs.
Les Autochtones étaient répartis en nations dont certaines pratiquaient l'esclavage avant l'arrivée des Européens. Le plus souvent, les esclaves étaient capturés à l'occasion de conflits entre des communautés ou des nations, comme dans certaines sociétés de l'Antiquité européenne. Toutefois, les captifs ne devenaient pas exclusivement des biens marchands. Selon les cas, ils étaient tués pour assouvir le désir de vengeance de leurs ravisseurs, pris comme conjoints, gardés comme serviteurs, adoptés pour remplacer un défunt ou remis à une tierce partie pour cimenter une alliance ou obtenir une contrepartie en biens de traite.
Les nations esclavagistes étaient les Yurok, qui vivaient le long de la côte du Pacifique de l'Alaska à la Californie sur ce que l'on appelle parfois la côte du Nord-Ouest. Certains des peuples autochtones de la côte nord-ouest du Pacifique, tels que les Haïdas et les Tlingit, étaient traditionnellement connus comme des guerriers redoutables et des marchands d'esclaves, faisant des raids jusqu'en Californie. L'esclavage était héréditaire: les esclaves étaient prisonniers de guerre et leurs descendants étaient aussi des esclaves. Certaines nations en Colombie-Britannique ont continué d'isoler et d'ostraciser les descendants d'esclaves jusque dans les années 1870.
Environ le quart des Autochtones du Pacifique Nord-Ouest étaient esclaves. Le récit d'esclave de l'Anglais John R. Jewitt (en), capturé vivant lorsque son navire a été pris d'assaut en 1802, donne un aperçu détaillé de la vie d'esclave et évoque un grand nombre d'esclaves.

## Sous le Régime français (1534-1760)
L'esclavage sur le territoire maintenant connu sous le nom de Québec remonte au minimum à 1629, date de l'arrivée d'Olivier Le Jeune, et peut-être à plus encore, car les Autochtones pratiquaient alors eux-mêmes l'esclavage en Amérique du Nord. Il disparut officiellement par la promulgation de la loi de 1833, qu'on n'appliqua que le 1er août 1834, ayant ainsi duré un peu plus de deux siècles, d'abord sous le régime français puis anglais. Au total, il est possible de dénombrer que, sur ce territoire d'Amérique du Nord, 4 092 personnes auront été esclaves lors de cette période ; 2 692 Amérindiens et 1 443 Noirs.
Pour la plupart, ces esclaves auront servi de domestiques et se seront concentrés dans les grandes villes telles que Montréal, Québec et Trois-Rivières. Les propriétaires d'esclaves, quant à eux, furent en grande majorité des Canadiens Anglais] et occupèrent souvent des postes importants au sein de la société tels que hauts fonctionnaires, militaires, commerçants, médecins, clercs, notaires, etc.
Divers colons de la Nouvelle-France étaient propriétaires d'esclaves noirs ou autochtones qui leur étaient souvent offerts comme don.
- En 1632, Guillaume Couillard acquit, comme cadeau des Anglais, un jeune esclave noir qui mourut en 1654.
- En 1671, Le gouverneur Daniel de Rémy de Courcelles devient propriétaire de deux femmes esclavagées potawatomises, qui lui étaient offertes par un peuple autochtone.
- En 1674, Louis Jolliet revient du Mississippi avec un petit esclave illinois, destiné au gouverneur Louis de Buade de Frontenac, qui se noya dans les rapides de Lachine[24].
- Vers 1675, Daniel Greysolon Dulhut devint maitre de trois esclaves autochtones offerts par des Sioux[25],[26]
- En 1679, le gouverneur met en pension pour un an, au sein des Ursulines, une esclave autochtone.

### Premier esclave connu de la colonie
Le premier esclave connu en Nouvelle-France est un jeune africain du nom d'Olivier Le Jeune, qui fut amené à Québec par les frères Kirke en 1629 lors de leur occupation de la ville au nom de l'Angleterre dans le cadre de la Guerre franco-anglaise. Esclave d'un des trois frères, il sera par la suite vendu à un commis français au service des Anglais dénommé Le Baillif, qui l'offrira en 1632 au colon français Guillaume Couillard. Il sera inhumé à Québec en 1654 sous le titre de « domestique », sans indications sur son statut esclave ou de personne libre.

### Cas des Autochtones
Avant l'arrivée des premiers Européens en Amérique du Nord, les sociétés autochtones du continent pratiquaient déjà l'esclavage et se livraient à la traite d'esclaves entre elles. Les Français implantés sur le territoire acquirent donc des esclaves autochtones en traitant avec les Autochtones ou par la mise en servitude de prisonniers de guerre.
L'esclavage des Autochtones par les Français s’amorça à partir de 1671, époque à laquelle plusieurs Autochtones livrèrent leurs congénères en tant qu'esclaves à des Français. À partir de 1687, la réduction en esclavage d'Autochtones devint constante tout en demeurant assez limitée, et ce, jusqu'à la promulgation d'un édit sur l'esclavage en 1709 qui eut pour effet de faire connaître un essor à cette pratique, et donc d'accroître le nombre d'esclaves autochtones, dès l'année suivante, en 1710.

### Cas des Noirs sous le Régime français
Quant à l'esclavage des Noirs dans la colonie, il débuta véritablement à partir de 1686, époque à laquelle des Noirs commencèrent à y arriver en tant qu'esclaves, et ce, en petit nombre et de façon irrégulière. Ces derniers provenaient en majorité des Treize colonies de par la guerre ou de par la contrebande et en minorité d'autres territoires coloniaux français tels que les Antilles, la Louisiane et la Guinée. De plus, plusieurs esclaves marrons s'étant enfuis des Treize colonies pour gagner le Canada y furent gardés et soumis à l'esclavage. Puis, à partir de 1743, l'augmentation des conflits armés entre Français et Anglais en Amérique du Nord eut pour conséquence d'accroître le nombre d'esclaves noirs amenés dans la colonie, y arrivant alors de manière constante et en nombre plus important.

### Cargaison d'esclaves noirs
En 1688, plusieurs hauts fonctionnaires de la colonie, tels que le gouverneur Jacques-René de Brisay, l'intendant Jean Bochart de Champigny et le procureur général Francois-Madeleine Ruette d'Auteuil, effectuèrent des démarches auprès du Roi de France Louis XIV pour que ce dernier autorise l'introduction d'esclaves noirs dans la colonie afin de remédier au problème de pénurie de main-d’œuvre et favoriser le défrichement ainsi que la culture des terres. Le Roi l'autorisa l'année suivante, en 1689, et il renouvela cette autorisation en 1701. Toutefois, plusieurs guerres impliquant la France en Europe et leurs versants en Amérique du Nord, Guerre de la Ligue d'Augsbourg et Première guerre intercoloniale de 1689 à 1697 puis Guerre de Succession d'Espagne et Deuxième guerre intercoloniale de 1702 à 1713, vinrent empêcher l'envoi de cargaison d'esclaves noirs dans la colonie.
De 1716 à 1721, l'intendant Michel Bégon de la Picardière envoya plusieurs lettres et un mémoire au Conseil de la Marine française afin de demander qu'une cargaison d'esclaves noirs soit envoyée dans la colonie ainsi que pour convaincre de l'utilité et de la rentabilité du projet. En début d'année 1721, le Conseil accepta la demande de l'intendant Bégon et envoya sa dernière lettre ainsi que son mémoire accompagné d'une note favorable à l'entreprise à la Compagnie des Indes. Cette dernière, qui avait alors le monopole de la traite de Guinée, subit un remaniement plus tard en 1721. À la suite de cela, plus aucun renseignement sur l'envoi d'une cargaison d'esclaves noirs dans la colonie ne fut émis et ladite cargaison n'y vint jamais.

### Législations esclavagistes
Dans son Rituel de 1703, l'évêque de Québec, Saint-Vallier interdit la prêtrise aux esclaves et déclare que tout mariage entre une personne libre et une personne esclavagée est nul.
En 1709, l'intendant Jacques Raudot promulgua une ordonnance selon laquelle « les panis [du nom de la nation autochtone (Pawnee) dont de nombreux membres ont été esclaves] et nègres appartiennent en pleine propriété à ceux qui les ont achetés », donnant ainsi une existence légale à l'esclavage dans la colonie. Puis, en 1736, afin de mieux protéger la propriété servile dans la colonie, l'intendant Gilles Hocquart promulgua une ordonnance selon laquelle, pour être valables, les affranchissements devraient désormais être effectués devant notaire, sans quoi ils seraient considérés comme nuls. De plus, un arrêt royal de 1748 vint affirmer que tout esclave noir s'enfuyant d'une colonie anglaise pour gagner une colonie française y demeurerait esclave et devrait y être vendu au profit de l'État.

### L'esclavage dans la société

#### Les esclaves noirs
Tous les Noirs qui arrivent au Canada au cours du XVIIe siècle proviennent d’Afrique, plus particulièrement de Madagascar et de Guinée. Ils ne représentent toutefois qu’une petite fraction des Noirs identifiés lors de la période du régime français. En effet, la très grande majorité viennent alors des Treize Colonies ou des Antilles. Le premier esclave des colonies britanniques débarque au Canada en 1700 et par la suite leur nombre ne cesse d’augmenter. Notamment, les Noirs originaires des Antilles comptent parmi les premiers arrivants noirs du Canada. Sur les 1443 esclaves noirs que l’historien Marcel Trudel a recensés pour toute la durée de l’esclavage au Québec, approximativement le quart de ceux-ci arrivent sous le régime français.
Statistiquement, au XVIIe siècle, on compte très peu de Noirs au Canada. Le premier est Olivier Le Jeune qui débarque en 1629 au Québec et est baptisé en 1633. Amené par les frères Kirke et éventuellement offert à Guillaume Couillard, peu d’informations sont connues à son sujet. Il est considéré comme un domestique mais cela n’exclut pas qu’il ait eu le statut d’esclave. Il meurt en 1654. C’est seulement en 1686 qu'est recensé un autre Noir dans la vallée du Saint-Laurent. La demande en esclaves noirs était présente, mais un concours de circonstances en empêcha la venue jusqu’à la fin du siècle. Le 1er mai 1689, le roi Louis XIV approuve la demande de la colonie qui souhaite faire venir des esclaves Noirs au Canada. La guerre entre la France et l’Angleterre en rapport à la Ligue d’Augsbourg limite tout trafic d’esclaves jusqu’en 1697, année où le traité de Ryswick est signé, mettant fin au conflit. L’arrivée d’esclaves noirs est de nouveau retardée par des incertitudes de la métropole quant à la capacité de sa colonie d’être en mesure de payer et de rentabiliser l’envoi d’une cargaison d’esclaves dans la vallée du Saint-Laurent. Alors que la question demeure en suspens, un autre conflit européen éclate, la guerre de succession d’Espagne, qui vient à nouveau limiter le commerce maritime pendant plus d’une décennie.
Au tournant du XVIIIe siècle, lorsque la guerre de succession d’Espagne prend fin, le nombre de Noirs arrivant au Canada augmente par rapport au siècle précédent, mais faiblement. Une troisième demande d’envoi d’une cargaison d’esclaves africains est lancée en 1721 par l’intendant Bégon, suivant celles de 1689 et de 1701. Comme pour les autres, cette ultime requête reste sans réponse. Pourtant, les acheteurs potentiels d’esclaves noirs ne manquaient pas au Canada, mais en raison de la grande distance géographique par rapport à l’Afrique, notamment, aucun bateau négrier ne se rend finalement au Québec. Le nombre de Noirs arrivant annuellement au Canada demeure faible pour toute la durée du régime français, restreint à seulement quelques individus par année. En 1744 par exemple, on compte 21 nouveaux arrivants Noirs dans la colonie, le plus haut chiffre jamais atteint sur une base annuelle pour l’ensemble du régime français. En grande majorité, ces esclaves proviennent des colonies britanniques et des Antilles.

#### Les esclaves autochtones
Comparativement aux Noirs, l’afflux d’esclaves autochtones dans la vallée du Saint-Laurent pendant le régime français est bien plus important. Marcel Trudel a recensé près de 2700 esclaves autochtones pour toute la durée de l’esclavage au Québec dont la majorité, près de 1700, ont obtenu ce statut au cours de l’administration française,. Cette prédominance autochtone peut être notamment expliquée par le fait qu’ils proviennent d’Amérique du Nord. Leur acheminement jusqu’à la vallée du Saint-Laurent est bien moins long que celui de leurs homologues africains. De plus, certains peuples autochtones pratiquaient déjà leur propre forme d’esclavage avant l’arrivée des Européens. Ces esclaves autochtones sont des prises de guerre souvent capturées lors de conflits intertribaux. Avec la mise en place et le développement de la Nouvelle-France, les relations commerciales entre Français et Autochtones s’accentuent et l’échange d’esclaves autochtones s’établit dans ces pratiques. D’abord offerts comme cadeaux visant à reconnaître la formation de nouvelles alliances, les esclaves sont éventuellement vendus aux Européens.
Pendant le XVIIe siècle, l’acquisition d’esclaves autochtones par des Canadiens demeure relativement faible. En effet, l’élite française et la monarchie imposent à ces derniers, notamment avec l’édit de Louis XIV sur l’esclavage de 1689, de refuser tout offre d’esclaves en provenance des Autochtones. On désamorce ainsi le risque pour la colonie que l'acceptation de tels « cadeaux » menacent de faire courir à l'équilibre précaire des jeux d’alliance entre les Français et les peuples autochtones. Malgré ces directives, quelques esclaves autochtones sont intégrés à la société canadienne au XVIIe siècle. Par exemple, l’explorateur Louis Jolliet, lors de son expédition sur le fleuve Mississippi, se voit offrir un jeune esclave qu’il ramène avec lui dans la colonie en 1674, mais qu’il perd sur la voie du retour lors d’un naufrage près de Montréal. Dans les années 1690, la présence d’esclaves autochtones dans les registres d'état civil de la colonie s’accroit.
Ainsi, de la fin du XVIIe siècle jusqu’au début du XVIIIe siècle, un commerce plus stable d’esclaves autochtones commence à se développer. Certains peuples situés au sud-ouest de la vallée du Saint-Laurent, entre autres les Illinois et les Ottawa, commencent à vendre leurs prises de guerre aux marchands d’esclaves français qui les ramènent par la suite jusque dans la colonie. L’amélioration des relations entre Français et Autochtones, notamment par la Grande Paix de Montréal de 1701, contribue à la croissance de ce commerce. En outre, l’ordonnance de l’intendant Raudot de 1709 qui vient légaliser l’esclavage au Canada, entraine une augmentation considérable de nouveaux esclaves autochtones arrivant sur une base annuelle. Certains coureurs de bois ont des intérêts dans le trafic d’esclaves autochtones et interfèrent dans les relations intertribales. Leur ingérence provoque des conflits, source lucrative de captifs, qu’ils peuvent acheter afin de les revendre dans la colonie. Les Pawnees, un peuple autochtone ayant principalement vécu dans la région de l’État du Nebraska actuel, deviennent ainsi l’un des groupes autochtones les plus représentés parmi les esclaves autochtones. Cette forte composition de Pawnees entraine même l’emploi généralisé du terme « Panis » au Canada, désignant l’ensemble des esclaves autochtones, qu’ils soient Pawnees ou pas,.

#### Les propriétaires
Qu’il soit noir ou autochtone, l’esclave a l’obligation de se rapporter à son propriétaire, composante centrale de l’esclavage et de la vie de l’esclave. Au Canada, sous le régime français, le portrait général des propriétaires est large. La demande constante en esclaves n’a pas pour but de les employer à des travaux de la terre comme dans les colonies britanniques, dans les Antilles et plus tard en Louisiane, où l’agriculture est l’activité économique principale et requiert une main d’œuvre considérable. Les motifs économiques de la colonie, surtout aux temps de la Compagnie des Cent-Associés (jusqu’en 1663), sont principalement axés sur la traite des fourrures, ce qui n’oblige pas à disposer d’un système esclavagiste à grande échelle. Le besoin de main d’œuvre en Nouvelle-France demeure ainsi limité. Pour les Canadiens, le désir de possession d’esclaves s’exprime principalement pour des fins de prestige plutôt que dans un but strictement économique et utilitaire. Certains habitants de la Nouvelle-France vont même jusqu’à s’endetter pour obtenir un esclave. Comme il y a peu de grands propriétaires, ce sont surtout les petits propriétaires qui se retrouvent avec un nombre restreint d’esclaves.
Sur les 1574 propriétaires que Trudel a identifiés dans ses recherches, l’occupation de seulement 690 (43,8%) d’entre eux a pu être relevée. Parmi ces propriétaires, on retrouve des membres de presque toutes les occupations et de divers milieux sociaux. Les hauts fonctionnaires en détiennent, mais ce sont les commerçants qui l’emportent sur ce point. Sinon, des individus exerçant des professions libérales figurent aussi parmi les propriétaires d’esclaves. Ils sont presque tous des seigneurs. Par ailleurs, le clergé catholique et les gens d’Église comptent aussi parmi les propriétaires d’esclaves. Ils se répartissent au sein du clergé régulier comme séculier, dans les communautés d’hommes comme celles de femmes. Le Séminaire de Québec se range même au sein de la catégorie des grands propriétaires avec un total de 31 esclaves,.

### La vie d'esclave

#### L'acquisition
Il existe diverses méthodes d’acquisition employées par les propriétaires pour se procurer des esclaves. Ils peuvent être acquis par droit d’héritage, reçus comme cadeaux ou tout simplement achetés. D’abord, l’obtention par droit d’héritage est un moyen profitable d’acquisition d’individus serviles. Le baron Charles Lemoyne de Longueuil était propriétaire de sept esclaves qui sont redistribués entre ses enfants au moment de sa mort. Ensuite, les esclaves peuvent être reçus en tant que cadeaux. Méthode d’acquisition principalement réservée aux haut placés de la colonie, le don d’esclave est un phénomène rare et limité. Il faut garder en tête que l’esclave est un bien de luxe associé au prestige et, qu’à ce titre, il vaut cher. Dans certains cas, il fallait être chanceux de se voir offrir un esclave. En 1748, Jean-Pierre Roma, commandant du Roi à l’île Saint-Jean (actuelle Île-du-Prince-Édouard) est de passage à Québec. Il offre à son ami Fleury de la Gorgendière une mulâtresse de 5 mois prénommée Marie dont la mère était décédée à l’accouchement. Roma lui cède l’orpheline car il ne peut s’en occuper lui-même. Enfin, l’achat est le troisième moyen par lequel on pouvait se procurer des esclaves. Selon leur disponibilité, ceux-ci sont majoritairement vendus au marché public, tout aux côtés du bétail. Il ne s’agit pas là d’une activité aussi fréquente et importante qu’ailleurs puisque le nombre d’esclaves arrivant au Canada sur une base annuelle demeure limité pour toute la durée du régime français. L’offre ne répond pas à la demande. De plus, il est rare que les esclaves changent de propriétaires au cours de leur vie, les cas de transmissions par héritage mis à part. En général, les esclaves restent au service d’une même famille.
Lors de l’achat d’un esclave, le prix peut varier selon certaines caractéristiques. Avant tout, l’état de santé est le premier critère considéré. On s’assure qu’il est dans le meilleur état de santé possible. L’âge compte aussi comme facteur de premier plan. Plus l’esclave est jeune, plus il risque d’avoir une durée de vie prolongée, ce qui est à l’avantage du propriétaire. Autre avantage, le jeune âge permet d’envisager une éducation plus longue auprès du maître comme facteur de renforcement de l’attachement, surtout dans le cas des Autochtones, et limiter les tentations de fuites. Toutefois, à partir de l’âge de 30 ans, l’esclave perd graduellement en valeur. Un acheteur peut être plus enclin à acheter un homme qu’une femme puisque le premier effectue généralement des tâches plus diverses et plus éprouvantes. Enfin, un autre facteur grandement pris en compte par les acheteurs est la race de l’esclave. Les Noirs valent en moyenne 900 livres, puisqu’ils viennent de bien plus loin, alors que la valeur des Autochtones est établie en moyenne à 400 livres.

#### Tâches et fonctions
Pour un grand nombre d’esclaves, l’occupation principale est celle de domestique, surtout dans le cas des femmes. Les domestiques peuvent, entre autres, avoir charge de cuisiner, de faire le pain, de laver le linge, de s’assurer de garder la maison au chaud et parfois même de travailler aux champs. Bien que dans l’ensemble, les esclaves du Canada résident principalement en régions urbaines, certains se retrouvent en zones rurales où ils sont surtout affectés à l’exécution de travaux de nature agricole. Dans le cas des esclaves autochtones, peu de précisions sont connues en ce qui a trait à des orientations techniques particulières. Quelques femmes autochtones esclaves exercent le métier de tisserande. Il y a aussi quelques cas exceptionnels d’autochtones esclaves qui sont engagés en tant que canotiers et voyageurs, mais seulement avec le consentement préalable de leur maitre. Ces maîtres doivent avoir une confiance absolue en leurs esclaves pour les laisser partir de la sorte puisqu’ils courent le risque de les voir déserter et ne plus jamais revenir. Généralement, selon le Code Noir des Antilles, tout ce que l’esclave gagne revient à son maitre, mais d’autres arrangements pouvaient être conclus entre les deux partis sur la division des revenus.
Dans le cas des esclaves noirs, les informations connues quant à leurs occupations sont plus variées. Principalement, ils occupent la fonction d’hommes à tout faire, capables de s’adonner à toutes sortes de métiers selon ce qui leur est demandé. « Cocher, batelier, artisan, valet au service exclusif du maitre, jardinier, cuisinier et blanchisseur », ces quelques exemples présentent bien la grande variété de métiers qu’ont pu exercer les esclaves noirs. Autre exemple, le métier de bourreau, très exclusif et limité, a déjà été pratiqué par un esclave noir lors du XVIIIe siècle. Mathieu Léveillé, originaire de Martinique, occupe officiellement la fonction de bourreau en Nouvelle-France de 1733 à 1743. C'est notamment lui qui se chargea de la torture et de l’exécution de l’esclave responsable de l’incendie de Montréal de 1734, Marie-Joseph-Angélique.

#### Conditions de vie
Les conditions de vie de l’esclave dépendent largement de la manière dont le maitre le traite. Les relations entre le maitre et son esclave sont très variables. Cependant, contrairement à certaines autres colonies esclavagistes, l’esclave en Nouvelle-France a une proximité notable avec son maitre puisqu’il vit, le plus souvent, dans sa maison. L’esclave partage parfois certaines affinités avec son maitre. Ainsi, plus que par crainte du fouet, il peut être motivé à bien travailler par désir de plaire à son maitre et à sa famille. Si l’esclave parvient à les satisfaire, il peut se voir octroyer des avantages matériels et parfois même un affranchissement. En 1736, une esclave siouse porte secours à son maitre lorsque d’autres Sioux le capturent avec l’intention de le brûler vif. En négociant avec eux, l’esclave parvient à lui épargner ce sort. Cette situation illustre bien la dévotion que peut avoir un esclave envers son propriétaire. Pour d’autres, les perspectives ne sont pas aussi favorables, comme dans le cas de la Panise Marie, propriété du chevalier Joseph Boucher de Niverville qui, en 1759, fait une tentative de suicide à Trois-Rivières. Elle venait de blesser au poignard ses deux maitresses après avoir été longuement victime de maltraitance de leur part.
Dans un autre ordre d’idées, au-delà de leurs relations avec leurs maitres, les esclaves ont la possibilité de se marier. Peu de mariages d’esclaves ont été recensés, seulement 72, pour toute la période du régime français. Parmi ces mariages, on retrouve des mariages entre Noirs, entre Autochtones, entre Noirs et Autochtones et même entre esclaves et individus libres. Contrairement aux hommes libres, le mariage entre esclaves ne requiert pas l’approbation de la famille de la femme mais plutôt celle du maitre. Des conditions peuvent être établies entre le maitre et son esclave pour que ce dernier ait la permission de se marier. Par exemple, le Noir affranchi Louis-Antoine souhaitait épouser l’esclave du marchand Dominique Gaudet. Ne voulant pas perdre son esclave par ce mariage, Gaudet refusa. À la suite de négociations, Louis-Antoine choisit de vendre sa liberté à Gaudet afin de pouvoir marier la femme qu’il aimait. Par contre, certains esclaves peuvent éprouver une profonde solitude. « Entre 1710 et 1749, le pourcentage des personnes seules est de 94%; il est de 92% entre 1750 et 1799 ». Contraints de s’adapter à un nouveau pays ainsi qu’à une culture et une langue étrangère, privés d’une communauté d’individus partageant les mêmes mœurs, certains esclaves ont du mal à s’accoutumer à la vie au Canada. L’histoire de Mathieu Léveillé en constitue un bon exemple. Doublement marginalisé du fait de son métier de bourreau et de sa condition d’esclave, le noir Mathieu Léveillé a été hospitalisé à plusieurs reprises au cours des 10 années où il a exercé cet office. Sa profonde solitude et son mal du pays affectent sa santé au point qu’il rend l’âme en 1744. Cette difficulté des esclaves à s’adapter à la société canadienne se manifeste en une autre pratique, soit le marronnage. Il s’agit de la fugue par un esclave de la demeure de son propriétaire, de courte ou de longue durée, alors qu’il se réfugie dans des milieux inhospitaliers comme la forêt par exemple. Le marronnage se produit parfois lorsque des esclaves vivent de la maltraitance de la part de leur maitre.
Les esclaves conçoivent aussi des enfants. Certains de ces enfants d’esclaves échappent au cadre normal du mariage. Comme l’observa Trudel : « Sur 573 enfants nés d’esclaves, 341 sont nés hors les liens du mariage, soit une population très élevée de 59,5% ». Ce phénomène se présente particulièrement chez les Autochtones, où les trois quarts des enfants nés d’esclaves sont illégitimes comparativement au tiers chez les Noirs. Cette haute proportion d’enfants illégitimes vient mettre en lumière les abus sexuels que pouvaient subir les femmes esclaves, noires comme autochtones, dont ces naissances non désirées étaient le fruit. Qu’il soit issu d’une union légitime ou illégitime, l’enfant hérite du statut de sa mère. Si elle est esclave, il le devient irrémédiablement au moment de sa naissance. L’enfant est la propriété du maître de sa mère qui peut en disposer comme bon lui semble.
Lorsqu’un esclave est victime d’un accident ou qu’il souffre de maladie, c’est à son propriétaire de veiller à son rétablissement. Les esclaves à la santé défaillante sont envoyés dans les hôpitaux de la colonie, aux frais de leurs maitres. Certains propriétaires déboursèrent des sommes faramineuses pour les frais médicaux de leurs esclaves comme le démontre le cas de l’esclave de l’intendant Hocquart, Gilles-Hyacinthe, qui compte 10 visites à l’hôpital. Il arrive même que dans certains cas, lorsque l’état de santé de l’esclave s’est trop détérioré pour continuer d’assurer le service du maitre, celui-ci accepte de payer une mise en pension. Par exemple, la famille Guillet déboursa 150 livres pour assurer la pension de leur Panisse Catherine à l’Hôpital Général de Montréal.
L’âge moyen de mortalité pour les esclaves canadiens est de 19,3 ans, qu’ils soient noirs ou autochtones. En séparant les deux groupes ethniques, l’esclave noir vit plus longtemps que l’esclave autochtone avec des âges moyens de décès respectifs de 25,2 ans contre 17,7 ans. Les épidémies comme celle de la variole de 1733, qui emporta 58 esclaves autochtones, sont dévastatrices pour la population servile de ce groupe ethnique. En général, les Noirs ont une meilleure résistance aux maladies courantes que leurs homologues natifs d’Amérique. Cependant, Trudel remarque que chez les Noirs canadiens de la période de l’esclavage, le phénomène de mortalité infantile est particulièrement dévastateur. Comparativement aux Autochtones et aux Blancs qui perdent environ un enfant sur quatre en jeune âge au XVIIIe siècle, les Noirs essuient des pertes de près de 40% de leurs enfants et ce dans leur première année de vie. Sinon, autre que la mortalité infantile et les causes naturelles, les esclaves peuvent mourir d’accidents tels que les noyades ou les incendies.
Généralement, et surtout dans les milieux urbains, les esclaves sont enterrés dans le cimetière des pauvres situé à l’extérieur des limites de la ville. Les droits d’inhumation sont de 5 livres pour un enfant et de 10 livres pour un adulte et c’est le propriétaire qui s’en acquitte. Les esclaves sont la plupart du temps enterrés au lendemain de leur mort. L’acte de sépulture de l’esclave, quoique similaire à celui des gens libres, contient généralement peu d’informations. Comme le souligne Trudel, le fait d’être enterré dans le cimetière des pauvres ne se traduit pas nécessairement par un déshonneur puisque certains haut placés et bourgeois choisissent d’y être enterrés dans un geste d’humilité. Il y a des cas exceptionnels d’inhumation tels que celui de l’esclave autochtone Marie-Athanase, décédée en 1748, qui est enterrée aux côtés de sa maitresse à l’intérieur de l’église.

### L'esclave par rapport à l'homme libre

#### Un statut particulier
Du début du régime français jusqu’à l’ordonnance de l’intendant Raudot en 1709, le statut de l’esclave demeure flou au Canada. Le droit de posséder un esclave n’est pas établi clairement mais plutôt fondé étroitement sur le droit de propriété. De plus, le terme « esclave » est rarement utilisé dans les sources du XVIIe siècle. Désignés plutôt comme domestiques, les historiens ont pu déterminer qu’ils avaient le statut d’esclaves du fait qu’il était fait mention de leur achat. En 1689, lorsqu’il accorde son autorisation à la venue de Noirs au Canada, le roi Louis XIV confirme aux Canadiens leur droit de posséder des esclaves noirs. Cela ne s’applique toutefois pas aux Autochtones, l’ethnie majoritaire des esclaves de la colonie. Leur statut demeure ambigu jusqu’à la fin du siècle.
En 1709, Raudot est l’auteur du premier texte officiel de la colonie portant spécifiquement sur l’esclavage. Devant faire face à une situation de plus en plus croissante d’esclaves fuyant leurs maitres, portés par les encouragements d’individus opposés à l’esclavage, l’intendant décide d’agir. Ce passage des écrits de Raudot en résume bien l’essence : « tous les Panis et nègres qui ont été achetés et qui le seront dans la suite appartiendront en pleine propriété à ceux qui les ont achetés, comme étant leurs esclaves ». L’esclave, noir comme autochtone, se voit relégué par ce décret, tel qu’il était déjà en vigueur dans les Antilles et en Louisiane, à un statut de « bien meuble ». L’ordonnance de Raudot entraine des changements directs à l’esclavage au Canada comme l’emploi accru d’actes de vente notariés au moment de l’achat d’esclave ainsi qu’une augmentation marquée de nouveaux esclaves autochtones à partir de 1709.

#### L'esclave et la loi
Dotés d’un statut légal différent de celui des gens libres, les esclaves sont également régis par des lois distinctes. Ces lois tirent leurs fondements du Code noir qui regroupe l’ensemble du corpus législatif en vigueur dans certaines colonies françaises d’Amérique au sujet de leurs esclaves. Il y a deux Codes noirs au sein des colonies françaises. Le premier, destiné aux colonies des Antilles, est adopté en 1685. Le second, exclusif à la Louisiane et sujet à des modifications par rapport au premier, est établi quelques décennies plus tard en 1724. Dans le cas du Canada, aucun code de lois particulier portant spécifiquement sur les esclaves n'est créé ou repris d’ailleurs. Sans les reprendre officiellement à la lettre, la colonie se base sur les Codes noirs de ses deux colonies consœurs pour répondre aux questions législatives s’adressant à cette sphère d’activité. La population d’esclave demeurant très faible pour toute la durée du régime français, l’administration française ne juge pas nécessaire de créer un code de loi sur l’esclavage particulier au Canada. Les esclaves canadiens peuvent jouir ainsi d’une justice moins répressive qu’ailleurs. Ils ont notamment la possibilité de porter un cas au civil et il arrive même que des esclaves remportent leurs procès en cour. Dans les cas de nature criminelle, esclaves et hommes libres sont traités de façon égale devant les juges.
La population servile au Canada commet aussi des crimes. Prenant le plus souvent la forme de larcins ou d’actes de contrebande, les crimes perpétrés par les esclaves sont en général mineurs. Cependant, il arrive aussi que des crimes d’un plus grand ressort sont répertoriés. L’incendie de Montréal d’avril 1734 attribué à l’esclave noire Marie-Joseph-Angélique constitue un exemple de crime majeur grandement documenté. Née vers 1710, Marie-Joseph-Angélique est l’esclave de François Poulin. Amoureuse d’un Blanc, Claude Thibault, elle tente de s’enfuir avec lui en Nouvelle-Angleterre. On soupçonne que dans le but de couvrir sa fuite, elle met le feu à la demeure de son maitre. L’incendie se propagea dans les bâtiments voisins et entraina des pertes considérables, envoyant plusieurs centaines de personnes à la rue. Elle est capturée puis ramenée à Montréal pour être jugée tandis que son amant n'a jamais été retrouvé,,.
Tel que mentionné précédemment, les jugements en cour et les châtiments octroyés aux esclaves criminels sont plus souples que dans d’autres colonies en raison, notamment, du traitement égalitaire reçu en justice, se comparant à celui des gens libres. Pour les petits crimes, ils sont parfois ignorés ou encore légèrement punis. Par exemple, un Panis ayant participé en 1712 dans une affaire de traite illégale avec deux hommes libres près de l’île de Montréal est épargné de la sentence accordée à ses complices en raison, on le soupçonne, de son statut d’esclave qui le déresponsabilise de l’affaire. La même chose semble s’être appliqué pour les cas de crimes bien plus graves où les châtiments administrés peuvent s’avérer plus sévères. Par exemple, l’esclave Marie-Joseph-Angélique est condamnée à mort pour son crime. Cependant, sa sentence est allégée, son exécution publique simplifiée par rapport à la peine initiale. À l’origine, elle devait se faire trancher une main avant d’être brûlée vive et finalement pendue. Après révision de la peine, sa main est épargnée du châtiment prévu et la condamnée n’a droit au bûcher qu’après avoir été pendue. Pour un crime aussi sévère à cette époque en Nouvelle-France, Marie-Joseph-Angélique reçut un châtiment équivalent à celui d’un individu libre ayant commis le même crime. La justice française des XVIIe et XVIIIe siècles n’est pas dure qu’envers les esclaves: elle l’est envers tous.
Par ailleurs, l’affranchissement des esclaves est pratiqué. Le phénomène demeure toutefois difficile à quantifier en raison d’un manque de sources à cet effet. Comme dans le cas de l’achat, l’acte notarié devient obligatoire à l’octroi d’un affranchissement à partir de 1709 avec l’ordonnance de Raudot. Cependant, bien peu de ces actes sont retrouvés tandis que plusieurs autres sources faisant la mention d’individus affranchis existent en parallèle. Dans l’ensemble toutefois, on estime que l’affranchissement des esclaves sous le régime français demeure limité comparativement au régime anglais où il devient de plus en plus fréquent.

#### L'esclave et la foi
Le baptême, premier des sacrements chrétiens, n’est pas une prérogative exclusivement réservée aux seuls individus libres. En fait, une majorité d’esclaves sont baptisés, soit plus de 80% d’entre eux. L’âge du baptême de l’esclave peut grandement varier. En effet, s’il n’est pas déjà baptisé au moment de son acquisition, l’administration du sacrement peut tarder selon le bon vouloir du propriétaire. Par exemple, un esclave du nom de Jean-Baptiste est baptisé sur son lit de mort à l’âge de 80 ans. La difficulté d’apprendre la langue française pour certains esclaves ou bien leur difficulté à retenir ou à accepter les principes de la foi chrétienne peuvent expliquer ce retard. Il faut que l’esclave maîtrise une base minimale de catéchisme avant d’être prêt à recevoir le baptême. Pour ce qui est du parrainage, intimement lié au baptême, la plupart des parrains des esclaves se retrouvent parmi les propriétaires ou autres individus libres. Symboliquement honorable et prestigieux dans le culte chrétien, le parrainage est généralement réservé aux personnes libres. Il arriva cependant que certains esclaves parrainèrent d’autres esclaves.
Pour le sacrement de la confirmation, les sources demeurent très maigres. Il est accessible pour les esclaves, sans que d’autres conclusions ne puissent être tirées à ce sujet. Dans le cas de la communion, on constate un même problème de manque de sources. Contrairement à la confirmation, la participation de l’esclave à la pratique de la communion est attendue par les prêtres, dans une même mesure que pour les gens libres. Comme pour les Canadiens de l’époque du régime français, les esclaves font leur première communion à un âge tardif, à partir de 12 ans au minimum. Passé l’âge de 30 ans, il est mal vu de ne pas encore avoir reçu sa première communion.
Les sacrements de l’extrême-onction et de la pénitence sont aussi accessibles aux esclaves mais ils sont encore moins documentés que les deux précédents. On les mentionne à quelques occasions seulement dans les actes d’inhumation. Quant à l’ordination, elle demeure inaccessible pour les esclaves pour toute la durée de l’esclavage. Le pape Boniface 1er avait décrété au Ve siècle que tout individu ayant le statut d’esclave ou l’ayant déjà détenu était considéré comme étant trop indigne pour recevoir la prêtrise. Au Canada, l’évêque de Saint-Vallier, lui-même propriétaire d’esclaves, établit une mesure similaire et aucun esclave ne put être ordonné sous les régimes français comme anglais. Enfin, le sacrement du mariage est accessible aux esclaves, comme il l’a déjà été abordé dans la section précédente.

## Sous le Régime britannique (1760-1867)
Les esclaves noirs vivaient dans les colonies britanniques du Canada aux 17e et 18e siècles - 104 ont été répertoriés dans un recensement de 1767 de la Nouvelle-Écosse, mais leur nombre était restreint jusqu'à l'arrivée massive des réfugiés loyalistes après 1783. Alors que les Loyalistes blancs fuyaient la nouvelle république américaine, ils ont emporté avec eux environ 2 000 esclaves noirs: 1 200 dans les Maritimes (Nouvelle-Écosse, Nouveau-Brunswick et Île-du-Prince-Édouard), 300 dans le Bas-Canada (Québec) et 500 dans le Haut-Canada (Ontario). En Ontario, la Loi impériale de 1790 a assuré aux immigrants potentiels que leurs esclaves resteraient leur propriété. Comme sous la domination française, les esclaves loyalistes étaient détenus en petit nombre et employés comme domestiques, ouvriers agricoles et artisans qualifiés.
L’esclavage est une pratique qui a perduré bien après la chute du régime français au Canada. En effet, comme les Britanniques toléraient déjà l’esclavage dans les Treize colonies, rien n’empêcha leur nouvelle colonie d’Amérique de poursuivre dans la même lignée.
Malgré le changement de régime, un marché d'esclaves avait toujours lieu au Québec.
- En 1790, Boucher de Labruère échange un esclave noir pour 80 minots de blé[114].
- En 1796, Rose, une jeune femme noire a été vendue par le curé Payet de Saint-Antoine-sur-Richelieu
- En janvier 1798, l'imprimeur Edward Edwards vendait une esclave noire de 30 ans.
- En février 1798, François Dumoulin vend une esclave noire de 19 ans à sa belle-mère, veuve de Jean-Baptiste Fafard dit Laframboise.
- En mai 1789, Charles Lusignan vend un esclave noir à la Compagnie de la Baie d'Hudson.
- Le 14 septembre 1799, Marguerite Boucher de Boucherville veuve de Luc de la Corne vend un esclave noir de neuf ans à Joseph Campeau. C'est la dernière vente d'esclave au Canada[115]

Les francophones ont pu conserver leurs esclaves et les nouveaux citoyens anglophones en introduisirent de nouveaux lors de leur installation dans le territoire nouvellement conquis. Étant généralement plus prisés, les esclaves noirs augmentent en nombre sous le régime anglais, dépassant même le nombre d’esclaves d’origine autochtone. En comparaison aux Français, les Britanniques disposent de moyens plus nombreux de se procurer des esclaves noirs. Les caractéristiques et les conditions de vie des esclaves restent similaires, donc assez variables, sans rupture vraiment marquée avec la période précédente. L’esclavage est d’abord aboli au Haut-Canada en 1793. En 1797, le dernier esclave est vendu publiquement à Montréal. La pratique de l’esclavage au Bas-Canada disparait progressivement à partir du début du 19e siècle jusqu’à ce qu’elle soit formellement abolie en 1834 en vertu du Slavery Abolition Act britannique.
Le sujet de l'esclavage au Canada n'est pas mentionné - ni interdit ni autorisé - dans le Traité de Paris de 1763, l'Acte de Québec de 1774 ou le Traité de Paris de 1783.
Le système de « gang labor » et ses institutions de contrôle et de brutalité qui en ont résulté ne se sont pas développés au Canada comme aux États-Unis. Parce qu'ils ne semblaient pas représenter une menace pour leurs maîtres, les esclaves étaient autorisés à apprendre à lire et à écrire, la conversion chrétienne était encouragée et leurs mariages reconnus par la loi.

### Capitulation de Montréal

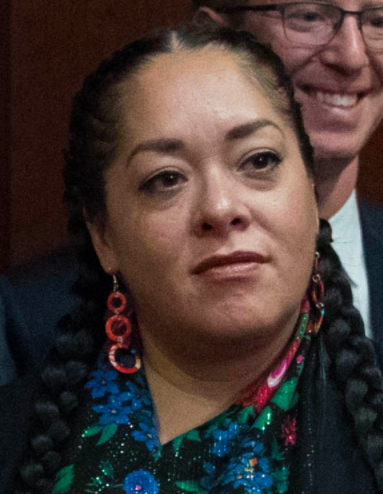
La militante et chercheur Abigail Echo-Hawk est issue de la nation pawnee.

Lors de la Guerre de la Conquête, versant Nord-américain de la Guerre de Sept Ans, le gouverneur Pierre de Rigaud de Vaudreuil négocia, en 1760, la reddition de la ville de Montréal avec le général britannique Jeffery Amherst. Dans les Articles de capitulation de Montréal, le document consacrant la reddition de la ville, il fut inclus un article abordant le sujet de l'esclavage. Vaudreuil y demandait en ces termes: « Les nègres et panis [nation autochtone ayant fortement servis d'esclaves] des deux sexes resteront en leur qualité d'esclaves en la possession des Français et Canadiens, à qui ils appartiennent: il leur sera libre de les garder à leur service dans la colonie ou de les vendre ; ils pourront aussi continuer à les faire élever dans la religion romaine. », ce à quoi Amherst répondit: « Accordé, excepté ceux qui auront été faits prisonniers. » L'esclavage était donc prolongé sur le territoire, qui, par la signature du traité de Paris par la France en 1763, deviendra officiellement une colonie de la Grande-Bretagne et prendra alors le nom de Province de Québec.

### Cas des Noirs sous le Régime britannique
Après 1760, l'arrivée de Noirs à titre d'esclaves dans la colonie garda le même rythme que depuis 1743, mais il n'était plus dû à la guerre et à la contrebande avec les Treize colonies. En effet, le passage du Régime français au Régime britannique eut pour conséquence de changer les relations de la colonie avec ces colonies britanniques. Autrefois ennemies, elles étaient devenues des colonies sœurs avec lesquelles il était désormais possible d'entretenir des relations plus faciles et plus fréquentes, permettant ainsi le passage d'esclaves noirs du sud au nord plus aisément. Puis, en 1783, la victoire des Patriotes américains sur les Loyalistes américains lors de la Guerre d'indépendance des États-Unis entraîna un important exode de la part de ces derniers en dehors du pays. Un grand nombre d'entre eux immigrèrent ainsi au Québec avec leurs esclaves noirs, ayant alors pour effet, à partir de cette date, de faire augmenter de manière importante le nombre d'esclaves noirs dans la colonie.

### Question de l'esclavage aux parlements
Par l'Acte constitutionnel, proclamé en 1791, la Grande-Bretagne sépara la Province de Québec en deux: la Province du Haut-Canada, correspondant aujourd'hui à l'Ontario, et la Province du Bas-Canada, correspondant aujourd'hui au Québec. Un parlement fut inauguré dans chacune de ces colonies en 1792 et dès 1793, un projet de loi concernant l'abolition de l'esclavage fut proposé à chacun d'entre eux. Celui du Haut-Canada fut adopté et affirmait qu'il était désormais interdit d'introduire tout individu sur le territoire afin de le soumettre à l'esclavage, que les esclaves déjà présents dans la colonie continueraient d'être soumis à l'esclavage et que les enfants qui naîtraient d'une mère esclave seraient soumis à l'esclavage jusqu'à leurs 25 ans. Celui du Bas-Canada tendait à l'abolition de l'esclavage dans la colonie et fut discuté à plusieurs reprises par les membres de la Chambre d'assemblée, mais il fut finalement abandonné (31 voix pour l'abandon et seulement 3 voix contre), amorçant le début d'une série de tentatives de législation sur l'esclavage dans la colonie. Il faut noter que sur les 17 députés bas-canadiens possédant des esclaves, 10 étaient des Canadiens français.

#### Tentatives de légiférer sur l'esclavage
À partir de 1794, plusieurs cas d'esclaves amenés devant les tribunaux par leur maître pour s'être enfuis se firent accorder la liberté par le juge en chef du Bas-Canada William Osgoode parce qu'il ne reconnaissait pas leur statut d'esclave, et ce, malgré l'existence de l'esclavage dans la colonie. Cela fit en sorte qu'un groupe de propriétaires d'esclaves montréalais s'adressa à trois reprises à la Chambre d'assemblée afin que celle-ci se prononce sur le statut de l'esclavage. Il chargea, en 1799 et en 1800, le député Joseph Papineau de déposer une requête à la chambre, puis le député James Cuthbert en 1803.
Joseph Papineau déposa une première requête en 1799, demandant que les droits des propriétaires sur leurs esclaves soient reconnus ou que l'esclavage soit aboli, ce à quoi la chambre répondit en refusant de se prononcer sur la question. Il déposa une seconde requête en 1800, demandant une législation reconnaissant l'esclavage dans la colonie sous certaines conditions ainsi que les droits des propriétaires sur leurs esclaves. Cette requête aboutit en la création d'un comité chargé d'examiner la question, qui arriva à la conclusion qu'il fallait adopter une loi sur l'esclavage comme celle qui avait été adoptée au Haut-Canada. Un projet de loi fut déposé et discuté à plusieurs reprises par les membres de la chambre, mais il n'aboutit jamais et mourut au feuilleton. Par la suite, James Cuthbert tenta à deux reprises de faire adopter une législation portant sur la condition des esclaves et les limites de l'esclavage, une fois en 1801 et une autre en 1803. Ces tentatives se déroulèrent de manière plutôt similaire à celle de 1800 et aboutirent au même résultat, laissant donc inchangées les lois ainsi que le flou au sujet de l'esclavage dans la colonie.

## Mouvement d'abolition
En 1833, une loi adoptée par le Parlement du Royaume-Uni abolit l'esclavage dans l'Empire britannique, l'abolissant donc également au Bas-Canada, le 1er août 1834. Toutefois, avant même l'adoption de cette législation, l'esclavage dans la colonie montrait déjà des signes d'essoufflement, et ce, dès la fin du XVIIIe siècle. En effet, en février 1798, Charlotte, l'esclave noire de Jane Cook, s'enfuit puis est rattrapée et amenée devant le juge James Monk de la cour du banc du roi de Montréal. Son procès rend compte d'un bref d'habeas corpus basé sur une vieille loi britannique encore en vigueur dans la colonie : les esclaves en fuite doivent être envoyés en maison de correction plutôt qu'en prison, puisqu'ils sont mineurs devant la loi. Or, il n'y a pas de maison de correction dans la colonie. Charlotte est donc libérée sans restrictions mettant ainsi fin virtuellement à l'esclavage. Aucune loi n'autorise officiellement l'esclavage sur le territoire. Dans les mois qui suivent, d'autres se libèrent de la même manière : Judith, Manuel Allen, Augustin, Robin, Lydia, Jane. Selon d'autres sources, l'année 1797 fut la dernière année où un esclave fut vendu sur le territoire, l'année 1806 fut la dernière année où un nouvel esclave fit son apparition dans la province et à partir de 1799, il n'y resta que 19 individus encore esclaves. De plus, Benjamin Sulte, un intellectuel canadien de l'époque, affirma en 1911 qu'il connut « plusieurs nègres émancipés par l'acte de 1833, mais pas un seul panis. », confirmant ainsi que cet acte avait définitivement mis fin à l'esclavage dans la colonie.

### Bas-Canada (Québec)
Au Bas-Canada, Sir James Monk, le juge en chef, a rendu une série de décisions judiciaires à la fin des années 1790 qui ont miné la capacité de contraindre les esclaves à servir leurs maîtres; tout en "n'abolissant pas techniquement l'esclavage, [ils] l'ont rendu inoffensif". En conséquence, les esclaves ont commencé à fuir leurs maîtres au sein de la province, mais aussi d'autres provinces et des États-Unis. Cela s'est produit plusieurs années avant que l'Assemblée législative n'agisse dans le Haut-Canada pour limiter l'esclavage. Alors que la décision était fondée sur une technicité (la loi existante autorisant le placement des esclaves non pas en prison, mais uniquement dans des maisons de correction, dont il n'y en avait pas dans la province), Monk a ajouté que "l'esclavage n'existait pas dans les provinces et d'avertir les propriétaires qu'il appliquerait cette interprétation de la loi à tous les cas ultérieurs. "  Dans des décisions ultérieures et en l'absence de législation spécifique, l'interprétation de Monk a été retenue (même après que des maisons de correction aient été mises en place). Dans un test ultérieur de cette interprétation, l'administrateur du Bas-Canada, Sir James Kempt, a refusé une demande du gouvernement américain de renvoyer un esclave évadé, informant que les fugitifs ne pouvaient être abandonnés que lorsque le crime en question était également un crime au Bas-Canada: «L'état d'esclavage n'est pas reconnu par la loi du Canada. . . . Chaque esclave qui vient donc dans la province est immédiatement libre, qu'il ait été amené par la violence ou qu'il y soit entré de son propre gré. "

### Nouvelle-Écosse

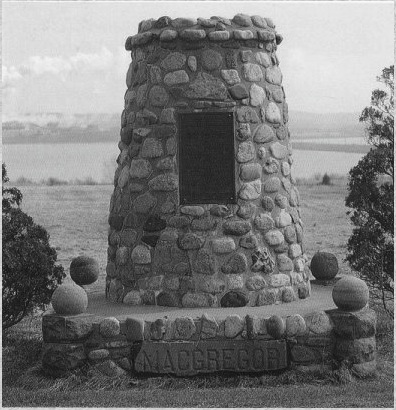
Monument à l'abolitionniste James Drummond MacGregor qui a aidé à libérer des esclaves noirs de la Nouvelle-Écosse

Alors que de nombreux Noirs arrivés en Nouvelle-Écosse pendant la révolution américaine étaient libres, d'autres ne l'étaient pas. Certains Noirs sont arrivés en Nouvelle-Écosse en tant que propriété de Loyalistes américains blancs. En 1772, avant la révolution américaine, la Grande-Bretagne a interdit la traite des esclaves dans les îles britanniques. Cette décision, à son tour, a influencé la colonie de la Nouvelle-Écosse. En 1788, l'abolitionniste James Drummond MacGregor (en) de Pictou a publié le premier texte anti-esclavagiste au Canada. Il a par la suite commencé à acheter la liberté des esclaves et à réprimander ses collègues de l'église presbytérienne qui possédait des esclaves. L'historien Alan Wilson décrit le document comme "un jalon sur la voie de la liberté personnelle dans la province et le pays". L'historien Robin Winks écrit que c'est "l'attaque la plus violente à avoir été commise par un stylo canadien jusque dans les années 1840; il avait également provoqué un débat public qui a rapidement atteint les tribunaux". (L'avocat abolitionniste Benjamin Kent (en) a été enterré à Halifax en 1788). En 1790, John Burbidge (en) a libéré ses esclaves. Dirigée par Richard John Uniacke (en), en 1787, 1789 et de nouveau le 11 janvier 1808, la législature de la Nouvelle-Écosse refusa de légaliser l'esclavage,. Deux juges en chef, Thomas Andrew Lumisden Strange (en) (1790–1796) et Sampson Salter Blowers (en) (1797–1832), ont contribué à libérer les esclaves de leurs propriétaires en Nouvelle-Écosse,,. Ils étaient tenus en haute estime dans la colonie. Le juge Alexander Croke (en) (1801-1815) a également mis en fourrière des navires négriers américains au cours de cette période (le plus célèbre étant le Liverpool Packet (en)). Pendant la guerre, le Néo-Écossais Sir William Winniett (en) a servi d'équipage à bord du HMS Tonnant dans le but de libérer des esclaves d'Amérique. (En tant que gouverneur de la Gold Coast, Winniett travaillera également plus tard pour mettre fin à la traite des esclaves en Afrique de l'Ouest.) À la fin de la guerre de 1812 et à l'arrivée des réfugiés noirs, il restait peu d'esclaves en Nouvelle-Écosse. Le Slave Trade Act interdit la traite des esclaves dans l'Empire britannique en 1807 et le Slavery Abolition Act de 1833 interdit complètement l'esclavage.
La Sierra Leone Company a été créée pour relocaliser des groupes d'Africains anciennement réduits en esclavage, dont près de 1 200 Néo-Écossais noirs, la plupart ayant échappé à l'esclavage aux États-Unis. Compte tenu de l'environnement côtier de la Nouvelle-Écosse, plusieurs sont morts des hivers rigoureux. Ils ont créé une colonie dans la colonie existante en Sierra Leone (déjà établie pour faire une maison pour les "pauvres noirs" de Londres) à Freetown en 1792. Beaucoup de «pauvres noirs» comprenaient d'autres habitants africains et asiatiques de Londres. La colonie de Freetown fut rejointe, en particulier après 1834, par d'autres groupes d'Africains libérés et est devenue le premier refuge afro-américain en Afrique pour les Africains autrefois asservis.

### Haut-Canada (Ontario)
En 1790, le mouvement abolitionniste gagnait en crédibilité au Canada et la mauvaise intention de l'esclavage était mise en évidence par un incident impliquant une femme esclave violemment maltraitée par son propriétaire d'esclaves en route vers la vente aux États-Unis. En 1793, l'esclave Chloe Cooley (en) a crié des cris de résistance lors d'un acte de défiance envers son maitre. Les violences commises par son propriétaire et sa résistance violente ont été vues par Peter Martin et William Grisely. Peter Martin, un ancien esclave, a porté l'incident à l'attention du lieutenant-gouverneur John Graves Simcoe. Sous les auspices de Simcoe, la loi contre l'esclavage de 1793 a été légiférée. Les membres élus du conseil exécutif, dont beaucoup étaient des commerçants ou des agriculteurs qui dépendaient du travail des esclaves, ne voyaient aucun besoin d'émancipation. Le procureur général John White (en) a écrit plus tard qu'il y avait "beaucoup d'opposition mais peu d'arguments" à sa mesure. Enfin, l'Assemblée a adopté la loi contre l'esclavage qui a légiféré l'abolition progressive de l'esclavage: aucun esclave ne pouvait être importé; les esclaves déjà dans la province resteraient réduits en esclavage jusqu'à leur mort, aucun nouvel esclave ne pourrait être amené dans le Haut-Canada et les enfants nés de femmes esclaves seraient esclaves, mais doivent être libérés à l'âge de 25 ans. Pour décourager la manumission, la loi obligeait les maîtres à garantir que les anciens esclaves ne deviendraient pas une charge publique. La loi de compromis contre l'esclavage fut la seule tentative d'une législature ontarienne pour lutter contre l'esclavage. Cette règle juridique a assuré la fin définitive de l'esclavage dans le Haut-Canada. Même si elle a diminué la valeur de vente des esclaves dans la province, elle a également entraîné la vente d'esclaves aux États-Unis. En 1798, des groupes de pression tentèrent de rectifier la législation et d'importer plus d'esclaves. Les esclaves ont découvert qu'ils pouvaient gagner la liberté en s'échappant vers l'Ohio et le Michigan aux États-Unis.
En 1800, les autres provinces de l'Amérique du Nord britannique avaient effectivement limité l'esclavage par des décisions de justice exigeant la preuve de propriété la plus stricte, qui était rarement disponible. En 1819, John Robinson (en), procureur général du Haut-Canada, a déclaré qu'en résidant au Canada, les résidents noirs étaient libérés et que les tribunaux canadiens protégeraient leur liberté. Cependant, l'esclavage est demeuré légal jusqu'à ce que la loi sur l'abolition de l'esclavage du Parlement britannique abolisse définitivement l'esclavage dans la plupart des régions de l'Empire britannique à compter du 1er août 1834.

### Chemin de fer clandestin
À l'époque de l'émancipation, un réseau de chemin de fer clandestin a été établi aux États-Unis, en particulier en Ohio, où les esclaves traversaient les États du Nord au-dessus de la rivière Ohio et au Canada à travers le lac Érié et le lac Ontario, en route vers divers villages et villes dans le Haut-Canada (connu sous le nom de Canada-Ouest de 1841 à 1867, aujourd'hui Ontario). Il s'agit de la seule relation du Canada avec l'esclavage généralement connue du public ou reconnue par le gouvernement canadien.
En Nouvelle-Écosse, l'ancien esclave Richard Preston (en) a créé l'« African Abolition Society », qui luttait pour mettre fin à l'esclavage en Amérique. Preston a rencontré plusieurs des principales voix du mouvement abolitionniste qui ont aidé à faire adopter la loi sur l'abolition de l'esclavage par le Parlement britannique en 1833. À son retour en Nouvelle-Écosse, Preston est devenu président du mouvement abolitionniste à Halifax.

## Profil général des propriétaires d'esclaves
Les propriétaires d'esclaves au Québec étaient composés de membres de la classe commerçante, de la classe politique et dirigeante et du clergé catholique. Près de 80 % des maitres d'esclaves n'en possédaient que deux ou trois, seulement 23 d'entre eux possédaient entre une dizaine et une vingtaine d'esclaves.
Les marchands, incluant les agents du commerce des fourrures, représentaient 45,9 % des maîtres d'esclaves. Ceux-ci étaient aussi les principaux fournisseurs d'esclaves et portèrent les patronymes suivants: Blondeau, Bourassa, Bourdon, Campeau, Gaudet, Bâby, Gamelin, Hamelin, You d'Youville, Gaultier de La Vérendrye et Tarieu de La Pérade. En dehors, de la classe commerçante, il existe d'autres lignées esclavagistes au Québec comme: Doyon, Gouin, Larose, Lafleur, Lepage, Longueuil et Tessier.
En ce qui a trait à la classe dirigeante, cinq gouverneurs de la Nouvelle-France possédaient des esclaves: Daniel de Rémy de Courcelles Louis de Buade de Frontenac, Philippe de Rigaud de Vaudreuil, le marquis de Beauharnois et Pierre de Rigaud de Vaudreuil de Cavagnial. Les intendants Hocquart et Bigot pratiquaient aussi l'esclavage.
En ce qui concerne la classe politique, seize membres du Conseil supérieur et vingt-trois membres, dont dix Canadiens français, du Conseil exécutif et du Conseil législatif, pratiquaient l'esclavage.
En ce qui touche le clergé, les évêques Saint-Vallier, Pierre-Herman Dosquet et Henri-Marie du Breil de Pontbriand ont été propriétaires d'esclaves. De plus, des communautés religieuses comme les Ursulines et le Séminaire de Québec en ont aussi possédés. La plupart des esclaves dans les hôpitaux-généraux étaient offerts en guise de don par leur maître reparti en France ou laissés par leur propriétaire qui n'avait plus besoin de sa propriété.
Au XVIIIe siècle, il y eut aussi des propriétaires autochtones d'esclaves noirs, comme Pierre Nicolas membre de la nation abénaquise et Patrick Logan affilié à la nation mohawk. En 1787, le « Département des Sauvages (en) » achète une personne noire esclavagée pour être l'esclave des Autochtones.

## Profil général des esclaves

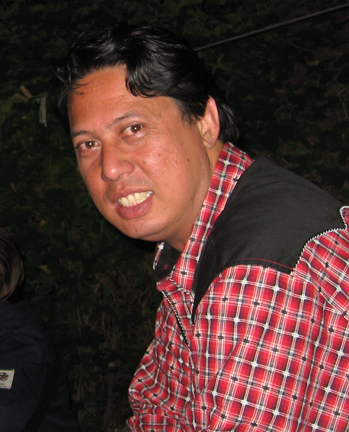
Membre de la nation pawnee, nation dont le nom est devenu synonyme d'esclave en Nouvelle-France.

Dans les années 1960, Marcel Trudel n'a dénombré que 3 600 esclaves au Canada depuis le régime français jusqu'à l'abolition de l'esclavage. Trois décennies plus tard, ce chiffre s'élèvait à 4 092 esclaves, dont 2 692 esclaves autochtones et 1 400 esclaves noirs. Néanmoins, le chercheur estime que le nombre total d'esclaves ayant habité au Québec se situe entre 5 000 ou 6 000. En somme, au moins 5 % de la population française au Canada était esclave. À ce propos, 80 % des personnes réduites en esclavage dans ce qu'on appelle maintenant le Canada français et le Québec vivaient en milieu urbain. Montréal comptait à elle seule la moitié de la population esclavagée et la ville de Québec, le quart.
Les esclaves pouvaient avoir recours au tribunal, recevoir le baptême et le sacrement de confirmation, se marier si le maître y consentait, tout en étant considérés comme des biens. Le système esclavagiste de l'époque suivait le  principe fructus sequitur ventrem, la progéniture d'une esclave était esclavagée dès la naissance et la propriété du maître de sa génitrice. À ce propos, sur les 179 mariages d'esclaves recensés, 43 étaient interraciaux dont 31 mariages entre un Français blanc et une esclave autochtone, 8 entre une personne noire esclavagée et une personne française et 4 entre esclaves autochtones et noirs. Concernant les mariages intraraciaux, 113 étaient entre deux esclaves noirs et seulement 9 étaient entre deux esclaves autochtones.
Hormis les familles propriétaires d'esclaves mentionnées plus haut, il est possible de trouver un ancêtre noir ou autochtone en état d'esclavage dans les lignées familiales suivantes : Courchesne, Gauthier, Léveillé, Locat et Renard.

### Les esclaves autochtones

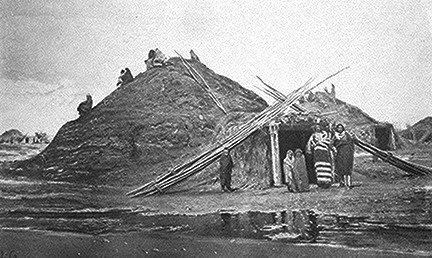
Huttes pawnees près de Genoa dans le Nebraska en 1873.

Les esclaves autochtones (panis) représentent les deux tiers de la population esclavagée dans l'histoire du territoire maintenant connu sous le nom de Québec. On nommait par métonymie les esclaves autochtones « panis » parce qu'ils provenaient souvent de la nation pawnee, ce qui n'est pas sans rappeler que le mot « esclave », par un processus similaire, nous a été donné par le peuple « slave ».
Ce n'étaient pas des membres de nations présentes sur le territoire (Haudenosaunee, Innus, Algonquins, Huron-Wendats et Abénaquis, etc.), mais plutôt des membres de nations écartées ou ennemies de l'alliance française. Ainsi, ces esclaves étaient généralement Mascoutins, Mesquakie, Sioux et, comme cela a été indiqué précédemment, en très grande majorité Pawnees. En raison de l'approvisionnement régulier en esclaves autochtones originaires des Grands Lacs à cause du commerce de fourrures, le prix moyen d'un « panis » était inférieur à celui d'un esclave noir. Leur âge moyen variait de celui d'un bébé à celui d'un adolescent.
En ce qui concerne l'état civil, ils étaient, pour la plupart, en union libre et avaient des enfants en dehors des liens du mariage. Les rares personnes mariées l'étaient à des colons français.

### Les esclaves noirs
Seul le tiers de la population esclave était noire. Autrefois appelés « nègres » et « négresses », ces esclaves étaient souvent un butin de guerre amené des Antilles ou acheté illégalement dans les treize colonies voisines. Pour ces raisons, ces esclaves valaient le double d'un esclave autochtone. En ce qui touche le statut marital, les esclaves noirs fondaient généralement un foyer suivant le mariage.

## Historiographie et historiens
On affirme parfois que Marcel Trudel a été pionnier quant à l'histoire des esclaves dans ce qu'on appelle Canada français, ce qui n'est pas tout à fait exact ni entièrement faux. En effet, d'autres, bien des années avant lui, avaient défriché une partie du terrain en abordant cette question, et c'est ce qu'il rappelle dans l'avant-propos de L’Esclavage au Canada français:
Ce n’est pas la première fois que l’on traite de l’esclavage au Canada français. Il y a cent ans, Jacques Viger et Louis-Hippolyte LaFontaine démontraient que l’esclavage avait été formellement reconnu au Canada par les lois; de brefs travaux, comme cet article de Benjamin Sulte en 1911, sont venus de temps en temps rappeler aux Canadiens l’existence de cette institution. Jusqu’ici cependant, personne encore n’avait tenté d’écrire une histoire exhaustive de cet esclavage: nous avons voulu braver les difficultés, et c’est cette histoire que nous présentons dans ce premier volume.
En effet, en 1859, Jacques Viger et Louis-Hippolyte LaFontaine publiaient De l'esclavage en Canada à la Société historique de Montréal, un recueil de documents d'époque prouvant qu'il avait bel et bien existé et qui devait servir dans un procès au Missouri concernant l'esclavage (aboli en 1865 dans cet État).
Quant à Benjamin Sulte, auquel Marcel Trudel fait également référence, il a publié son article de 1911 dans la Revue canadienne.

## Représentation médiatique et conception populaire de l'esclavage au Canada
Au Canada, l'idée reçue selon laquelle l'esclavage était exclusivement subi par les Noirs est fréquente. À titre d'exemple, à l'occasion du premier Jour de l’émancipation, dans un communiqué du 1er août 2021, le premier ministre du Canada, Justin Trudeau, fait de nombreuses fois référence aux esclaves noirs en sous-entendant qu'ils ont été seuls dans leur asservissement, et pas une seule fois aux esclaves autochtones (pourtant deux fois plus nombreux).
La Presse, Radio-Canada et La Fondation canadienne des femmes publient également des articles pour souligner le Jour de l'émancipation, articles dans lesquels on ne fait pas même mention d'esclaves autochtones (majoritaires dans cet état d'asservissement).
L'Encyclopédie canadienne souligne que la « très grande majorité des esclaves ont été des Autochtones » et indique qu'une influence américaine expliquerait le fait que la question de la traite des Noirs éclipse maintenant celle de la traite des Autochtones au Canada.
Selon une autre idée reçue, les Canadiens français ne seraient ni afro-descendants ni servo-descendants. C'est ce qui expliquerait (au moins en partie) la perception d'appropriation culturelle et les manifestations entourant la pièce SLĀV (spectacle musical sur le thème de l'esclavage) de Robert Lepage (Canadien français) et de Béatrice Bonifassi (française) dont les médias ont parlé au cours des années 2018 et 2019,,,. Des historiens comme Marcel Trudel et Frank Mackey affirment pourtant que les Canadiens français ont de nombreux esclaves panis et noirs dans leurs arbres généalogiques,,. L'historien Frank Mackey affirme même que les seuls descendants des Noirs ayant servi d'esclaves dans ce qu'on appelle maintenant le Québec sont les Canadiens francais.

## L'esclavage moderne

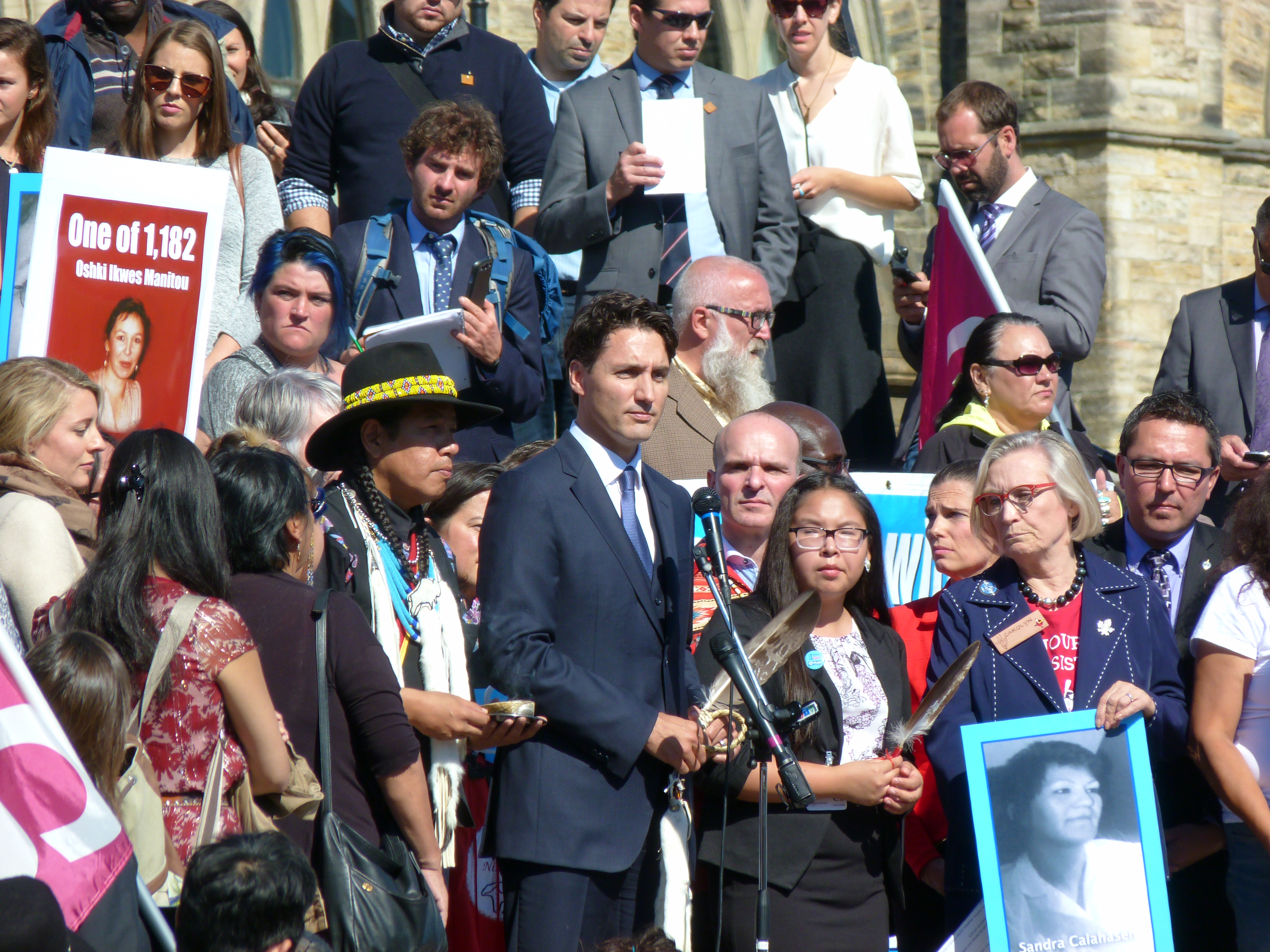
Le premier Ministre du Canada, Justin Trudeau, lors d'un discours sur les disparitions et les meurtres de femmes autochtones, face du parlement, à Ottawa en octobre 2016.

L'esclavage n'a pas pris fin avec la ratification de la Convention sur l'esclavage en 1927. La traite des êtres humains au Canada est devenue un problème juridique et politique important, et les législateurs canadiens ont été critiqués pour ne pas avoir traité le problème de manière plus systématique. Le Bureau de lutte contre la traite des personnes de la Colombie-Britannique s'est formé en 2007, faisant de la Colombie-Britannique la première province du Canada à lutter de façon officielle contre la traite des êtres humains. Le plus grand cas de traite de personnes de l'histoire du Canada a été le démantèlement de l'organisation criminelle Domotor-Kolompar. Le 6 juin 2012, le gouvernement du Canada a établi le Plan d'action national de lutte contre la traite des êtres humains afin de s'opposer à la traite des êtres humains. Le Groupe de travail sur la traite des êtres humains a été créé en juin 2012 pour remplacer le Groupe de travail interministériel sur la traite des personnes en tant qu'organisme responsable de l'élaboration des politiques publiques relatives à la traite des personnes au Canada.
Des exemples actuels et très médiatisés sont les vastes «disparitions» de femmes autochtones qui ont été liées à la traite des êtres humains par certaines sources. L'ancien premier ministre Stephen Harper avait hésité à s'attaquer à ce problème parce qu'il ne s'agissait pas d'un "problème sociologique" et a refusé de créer une enquête nationale sur le problème à l'opposé des Nations Unies et de la Commission interaméricaine des droits de l'homme qui estiment que la question est importante et nécessite une enquête plus approfondie.